# Polysyncraton tasmanense
Polysyncraton tasmanense är en sjöpungsart som beskrevs av Kott 200. Polysyncraton tasmanense ingår i släktet Polysyncraton och familjen Didemnidae. Inga underarter finns listade i Catalogue of Life.